# Lobiancopora abyssicola
Lobiancopora abyssicola is een mosdiertjessoort uit de familie van de Alcyonidiidae. De wetenschappelijke naam van de soort is, als Bockiella abyssicola, voor het eerst geldig gepubliceerd in 1986 door Gordon.